# Vibratore clitorideo

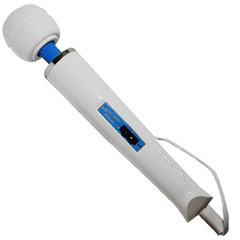
Un Hitachi Magic Wand

I vibratori clitoridei sono giocattoli sessuali progettati per stimolare il clitoride, per ottenere sensazioni di piacere sessuale e raggiungere l'orgasmo. I vibratori clitoridei sono stati creati specificamente per il massaggio del clitoride, non sono adatti alla penetrazione, nonostante la forma di alcuni permetta la penetrazione vaginale e la stimolazione delle zone erogene interne.
La discrezione è spesso una caratteristica utile per un giocattolo sessuale, quindi sono disponibili anche vibratori clitoridei che a prima vista assomigliano ad oggetti ordinari. Alcuni modelli sono stati progettati per somigliare a rossetti, telefoni cellulare, spugne e molti altri oggetti di uso quotidiano.

## Tipi
Mentre la maggior parte dei vibratori sono adatti per la stimolazione del clitoride, ci sono alcuni tipi distinti di vibratori progettati esclusivamente per questo scopo:
- Mani libere. Vibratori clitoridei di questo tipo possono essere utilizzati per stimolare il clitoride e le labbra. Essi sono tenuti in posizione da lacci o una cintura, liberando le mani di chi li indossa durante l'uso. Farfalla strap-on, mutandine vibranti, e cock ring sono tutti esempi di vibratori clitoridei a mani libere.
- Farfalle Strap-o'. Sono piccoli giocattoli sessuali, di solito realizzati a forma di farfalla, fiore o animale. Le loro cinghie regolabili vengono indossate su vita e fianchi della donna.
- Mutandine vibranti. Sono un pezzo di lingerie con un elemento vibrante incorporato per uno stimolo locale intenso. Di solito sono controllati a distanza, e possono essere indossati discretamente sotto i vestiti.
- Anelli vibranti. Si posiziona alla base del pene, è caratterizzato da un bulbo vibrante per stimolare il clitoride durante il rapporto, svolge anche la funzione di potenziare l'erezione, è destinato per il piacere di coppia.
- Manuale. I vibratori manuali sono disponibili in un'ampia varietà di modelli. Alcuni vibratori manuali sono alimentati da prese elettriche a muro, come la Hitachi Magic Wand. Questo li rende un po' meno pratici, ma in generale permette al vibratore di offrire una stimolazione più intensa e durata maggiore. Dall'altro estremo esistono piccoli vibratori a batteria che possono essere indossati su un dito, i quali sono adatti per i giochi di coppia.